# غيلبرت أ. كوري
غيلبرت أ. كوري هو محامي وسياسي أمريكي، ولد في 19 سبتمبر 1882 في بلدة ميدلاند في الولايات المتحدة، وتوفي في 5 يونيو 1960 في ميدلاند في الولايات المتحدة. نشط حزبياً في الحزب الجمهوري. وقد انتخب عضو مجلس النواب الأمريكي ‏.